# Шелига, Татьяна Леонардовна
Татьяна Леонардовна Шелига (укр. Тетяна Леонардівна Шеліга; 10 декабря 1948, Киев — 3 июля 2025, Киев) — советская и украинская актриса театра и кино. Заслуженная артистка Украины (2010).

## Биография
Родилась 10 декабря 1948 года в Киеве.
С первого раза не поступила в театральный ВУЗ. Год проработала помощником режиссёра в детской редакции украинского телевидения.
В 1972 году после окончания Школы-студии МХАТ им. Немировича-Данченко при МХАТе в Москве, где обучалась в мастерской профессора В. К. Монюкова, поехала в Севастополь. В течение 23 лет работала в Севастопольском драматическом театре.
С 1995 по 2010 год была актрисой Национального академического театра русской драмы имени Леси Украинки.
Номинантка на театральную премию «Киевская пектораль» (1997).
В 2010 году ей было присвоено звание заслуженной артистки Украины.
Наиболее известна по сериалу «Когда мы дома», в котором исполнила роль жены персонажа Станислава Боклана. Являлась острохарактерной актрисой.
Скончалась 3 июля 2025 года на 77-м году жизни в Киеве.

## Театральные работы
- «Немного нежности» А.Николаи (нанда)
- «Бешеные деньги» Островского (Благодетельница)
- «Блоха в ухе» (мадам Ферайон Глумова)
- «Фердинандо» (донна Клотильда)
- «Любовь студента» (Евдокия Антоновна)
- «Кадриль» (Макеевна)
- «Жуткие родители» Ж.Кокто (Ивонна)

### Мюзиклы
- «За двумя зайцами» (Валентина, торговка рынка)
- «Приключения Верки Сердючки» (учительница рисования)
- «Новый год в метро» (тётя Пашы и старший менеджер)

## Фильмография
- 1972 — Нежданный гость — Паша
- 1973 — Про Витю, про Машу и морскую пехоту — мама Миши
- 1988 — Проводим эксперимент — Смирнова
- 1989 — Наш городок — миссис Соумс
- 1990 — Мужчина собаки Баскервилов — врач скорой помощи
- 1990 — Неизвестные страницы из жизни разведчика — эпизод
- 1991 — Влюбленный манекен — дворничка
- 1993 — Ночь вопросов — Таня
- 1997 — Приятель покойного — уборщица на почте
- 1999 — Аве Мария — заведующая гинекологическим отделением.
- 2001 — Леди Бомж — мать Клецова
- 2002 — Атлантида — Ирина Ивановна
- 2002 — Жизнь продолжается — Галя (в титрах не указана)
- 2003 — За двумя зайцами — Валя, торговка цветами
- 2004 — И мир меня не поймал… — императрица Екатерина II
- 2005 — Далеко от Сансет бульвара — Ада Николаевна
- 2005 — Приключения Верки Сердючки — Леся, учительница рисования
- 2006 — Пять минут до метро
- 2006 — Седьмое небо — соседка Лидии
- 2008 — Тяжесть — Серафима Львовна
- 2008 — Золушка с острова Джерба
- 2011 — Белые розы надежды — тетя Саша
- 2011 — Возвращение Мухтара −7 — Надежда Петровна
- 2011 — Кто кому кто — Елена Василина
- 2011 — Лекарство для бабушки — Мария Семеновна, мама Павлика
- 2011 — Семь верст к небесам
- 2011 — Срочно ищу мужчину
- 2012 — Страшная красавица — Валентина Степановна
- 2013 — Даша — Клавдия Филипповна
- 2013 — Два Ивана — уборщица
- 2014 — Киевский торт
- 2014 — Пока станица спит — хозяйка
- 2014—2018 — Когда мы дома — Надежда Бакулина
- 2016 — Центральная больница — бабушка Пети
- 2016 — Черный цветок — пассажирка в автобусе
- 2019 — Не женская работа